# British Transport Commission
British Transport Commission (BTC) va ser creat per Clement Attlee després de la guerra dins del programa de nacionalització que dugué a terme el govern Laborista per controlar ferrocarrils, canals i transport de mercaderies a la Gran Bretanya (Irlanda del Nord té la seva pròpia, Ulster Transport Authority). L'obligació general en virtut de la llei Transport Act 1947 fou la de proporcionar "un sistema eficaç, adequat, econòmic i adequadament sistema integrat de transport terrestre públic i les instal·lacions portuàries a la Gran Bretanya per als passatgers i les mercaderies".
BTC va començar les operacions l'1 de gener de 1948. El primer president va ser Lord Hurcomb. Les principals explotacions van ser les xarxes i actius de Big Four companyies nacionals: Great Western Railway, London and North Eastern Railway, London, Midland and Scottish Railway i Southern Railway. També va agrupar altres 55 empreses ferroviàries, 19 empreses de canals i 246 de transport de mercaderies així com la feina de l'autoritat del transport de Londres, London Passenger Transport Board.